# Timothy Spall
Timothy Spall, född 27 februari 1957 i Battersea i London, är en brittisk skådespelare.
Han har ofta medverkat i Mike Leighs filmer. Spall vann priset för bästa manliga skådespelare vid filmfestivalen i Cannes 2014 för sin roll i Leighs film Mr. Turner. I filmerna om Harry Potter spelade han Peter Pettigrew.
Han är far till skådespelaren Rafe Spall.

## Filmografi i urval
- 1979 – S.O.S. Titanic (TV-film, okrediterad)
- 1979 – Quadrophenia
- 1981 – The Cherry Orchard
- 1985 – Frankensteins brud
- 1988 – Att döda en präst
- 1996 – Hemligheter & lögner
- 1996 – Hamlet
- 1998 – Still Crazy
- 1999 – Topsy-Turvy
- 2000 – Flykten från hönsgården (röst)
- 2001 – Intimacy
- 2001 – Rock Star
- 2001 – Vanilla Sky
- 2003 – Den siste samurajen
- 2004 – Harry Potter och fången från Azkaban
- 2004 – Lemony Snickets berättelse om syskonen Baudelaires olycksaliga liv
- 2005 – Harry Potter och den flammande bägaren
- 2005 – Pierrepoint
- 2007 – Harry Potter och Fenixorden (med mask, ansiktet visas inte)
- 2007 – Förtrollad
- 2007 – Swenney Todd: The Demon Barber of Fleet Street
- 2009 – The Damned United
- 2009 – Desert Flower
- 2009 – Harry Potter och Halvblodsprinsen
- 2010 – Alice i Underlandet
- 2010 – Harry Potter och dödsrelikerna – Del 1
- 2010 – The King's Speech
- 2011 – Harry Potter och dödsrelikerna – Del 2
- 2013–2014 – Blandings (TV-serie) (13 avsnitt)
- 2014 – Mr. Turner
- 2022 – The Pale Blue Eye
- 2016 – Alice i Spegellandet (röst)
- 2023 – I famnen på en mördare (TV-serie)

## Utmärkelser
- European Film Awards, bästa manliga skådespelare, för Mr. Turner,  2014[4]
- Officer av Brittiska imperieorden

[Redigera Wikidata]